# El Dorado (album Šakire)
El Dorado je jedanaesti studijski album kolumbijske pevačice Šakire. Objavljen je 26. maja 2017. godine, a pesme sa albuma su većinom napisane na španskom sa tri pesme na engleskom jeziku.

## Pesme
- 1.
- 2.
- 3.
- 4.
- 5.
- 6.
- 7.
- 8.
- 9.
- 10.
- 11.
- 12.
- 13.